# Aphyssura zentae
Aphyssura zentae är en tvåvingeart som beskrevs av Norris 1999. Aphyssura zentae ingår i släktet Aphyssura och familjen spyflugor. Inga underarter finns listade i Catalogue of Life.